# 竹野町村
竹野町村（たけのまちむら）は、かつて新潟県西蒲原郡にあった村。1901年11月1日の合併によって消滅し、現在は新潟市西蒲区の一部となっている。
以下の記述は合併直前当時の旧竹野町村に関しての記述であり、現在では名称等が異なる場合がある。なお、ここに記述されていない内容に関しては新潟市などの記事を参照。

## 沿革
- 1889年（明治22年）4月1日 - 町村制施行に伴い西蒲原郡竹野町村、前田村が合併し、竹野町村が発足。
- 1901年（明治34年）11月1日 - 西蒲原郡仁ヶ村、福木岡村、稲島村と合併し、峰岡村となり消滅。

## 地域
竹野町村は、合併した村名を継承する以下の大字で構成される。
竹野町（たけのまち）
1889年（明治22年）まであった竹野町村の区域。現在の新潟市西蒲区竹野町。
前田（まえた）

1889年（明治22年）まであった前田村の区域。現在の新潟市西蒲区前田。